# 인천항 개항 백주년 기념탑
인천항 개항 백주년 기념탑(仁川港 開港 百周年 記念塔)은 인천항 개항 백주년을 기념하여 만든 탑이다. 1983년에 만들어졌으며, 인천광역시 중구 신흥동의 능해IC에 있었다가, 교통 흐름에 방해된다는 이유로 2003년 9월 3일 철거되었다.

## 개요
인천항 개항 100주년 기념탑은 원래 당시 인천직할시가 시 예산 11억원을 들여 1983년에 높이 33m, 길이 9m 규모로 완공된 선박 모양의 기념탑이었다.
그러나 시민과 시민단체들이 “인천의 개항 역사를 왜곡하고 일제의 굴욕적인 문호 개방과 침략을 정당화한 상징물”이라고 철거를 요구해 왔다. 83년 투입된 11억원의 건설비 외에 철거 비용까지 이 탑에 들어간 총 비용은 22억원 가량이다.

## 같이 보기
- 인천항